# Dudley Dorival
Dudley Dorival (Elizabeth (Nueva Jersey), Estados Unidos, 1 de septiembre de 1975) es un atleta haitiano de origen estadounidense, especialista en la prueba de 110 m vallas, en la que ha logrado ser medallista de bronce mundial en 2001.

## Carrera deportiva
En el Mundial de Edmonton 2001 ganó la medalla de bronce en los 110 metros vallas, con un tiempo de 13.25 segundos, llegando a la meta tras el estadounidense Allen Johnson y el cubano Anier García.